# リアライズコーポレーション
株式会社リアライズコーポレーションは、東京都港区に本社を置く企業であり、資産運用、経営コンサルティング、車両リース、事業承継およびM&A、運送会社IT支援などを手がける。
トラック・トレーラーを投資対象とする金融スキーム「トラックファンド」を開発、組成しており、トラックを対象とする投資ファンドとしては日本初である。2018年よりトラックファンドにノンリコースローンを導入し、トラックやトレーラーを投資対象とするノンリコースローンもまた日本初となる。
また運送会社を対象に、同ファンドのスキームを活用した、借り手が車両を保有しないオペレーティングリース「Ｒ・リース」も展開している。
2020年4月には京都市交通局と市バス車両のリースバック契約を締結し、「バスファンド」を組成。京都市交通局が保有するバス車両の一部をリースバックしている。
また、2023年4月には、英Financial Times(フィナンシャル・タイムズ)社と独Statista(スタティスタ)社が共同で実施する「FT ranking:High-Growth Companies Asia-Pacific 2023」(アジア太平洋地域の急成長企業ランキング2023)トップ500社において、第81位にランクインした。
なお、2020年の第183位、2021年の第200位、2022年の第158位に続き、4年連続4度目のランクインを果たしている。

## 沿革
- 2010年1月 株式会社リアライズカンパニーが設立される[12]。
- 2015年3月20日 北海道札幌市で中古トラックの販売業、レンタルリース事業を行っていた株式会社クロブの全株式をリアライズカンパニーが取得する[12][13]。
- 2016年1月 日本初となる中古大型トラックファンド「トラックファンド」を組成する[13]。
- 2016年10月 クロブからリアライズコーポレーションに商号変更する[14]。

## 事業所一覧
- 本社  〒106-6134　東京都港区六本木6-10-1 六本木ヒルズ森タワー34階
- 東京支店  〒106-6134　東京都港区六本木6-10-1 六本木ヒルズ森タワー34階
- 札幌支店　〒060-0005　北海道札幌市中央区北5条西2-5 ＪＲタワーオフィスプラザさっぽろ15階
- 石狩営業所　〒061-3241　北海道石狩市新港西2-765-5
- 仙台支店　〒980-8485　宮城県仙台市青葉区中央1-2-3仙台マークワン15階
- 熊谷営業所　〒360-0012　埼玉県熊谷市上之455-1
- 名古屋支店　〒450-6490　愛知県名古屋市中村区名駅3-28-12　大名古屋ビルヂング27階
- 大阪支店　〒530-0005　大阪府大阪市北区中之島2-3-18中之島フェスティバルタワー16階
- 大阪営業所　〒559-0031　大阪府大阪市住之江区南港東1-4
- 松山支店　〒790-0003　愛媛県松山市三番町4丁目9-6　NBF松山日銀前ビル4階
- 福岡支店　〒810-0001　福岡県福岡市中央区天神1-10-20天神ビジネスセンター9階
- 行橋営業所　〒824-0016　福岡県行橋市津留313

## 提携金融機関
2023年2月6日現在、55の金融機関と提携している。その一部を抜粋する。
SMBC日興証券株式会社、株式会社青森銀行、株式会社みちのく銀行、株式会社岩手銀行、株式会社東北銀行、株式会社北日本銀行、株式会社秋田銀行、株式会社山形銀行、株式会社北都銀行、株式会社荘内銀行、株式会社東邦銀行、株式会社筑波銀行、株式会社東和銀行、株式会社山梨中央銀行、株式会社八十二銀行、株式会社長野銀行、岐阜信用金庫、中京銀行、京都中央信用金庫、愛媛銀行、高知銀行、株式会社福岡中央銀行、株式会社筑邦銀行、株式会社佐賀銀行、株式会社長崎銀行、株式会社宮崎銀行、株式会社鹿児島銀行

## CSR活動

### KONDO RACINGとの共同プロジェクトに参画
近藤真彦率いるKONDO Racingのメインプロジェクトパートナーとして、2019年からSUPER GT・GT500およびGT300に参戦している。また2022年からはスーパーフォーミュラにもメインプロジェクトパートナーとしての参戦を開始した。
GT300への参戦は、日産自動車および日産・自動車大学校との共同プロジェクトであり、2019年より同大学校の学生に加え、日産自動車販売会社のテクニカルスタッフ（整備士）もチームに参画している。

### リアライズ奨学金
2019年、日産自動車と日産学園が運営する日産・自動車大学校（栃木校、横浜校、愛知校、京都校、愛媛校）の入学者を対象にした、特別給付奨学金「リアライズ奨学金」を設立。同校で学ぶ、将来整備士を目指しながらも経済的理由で就学や進学が困難な若者に対し、原則返還義務のない奨学金を2年間で計100万円給付する。

## 提供番組
- ワールドビジネスサテライト（テレビ東京系列全国ネット）
- 日経スペシャル ガイアの夜明け（テレビ東京系列全国ネット）